# Kursächsische Distanzsäule Bad Gottleuba

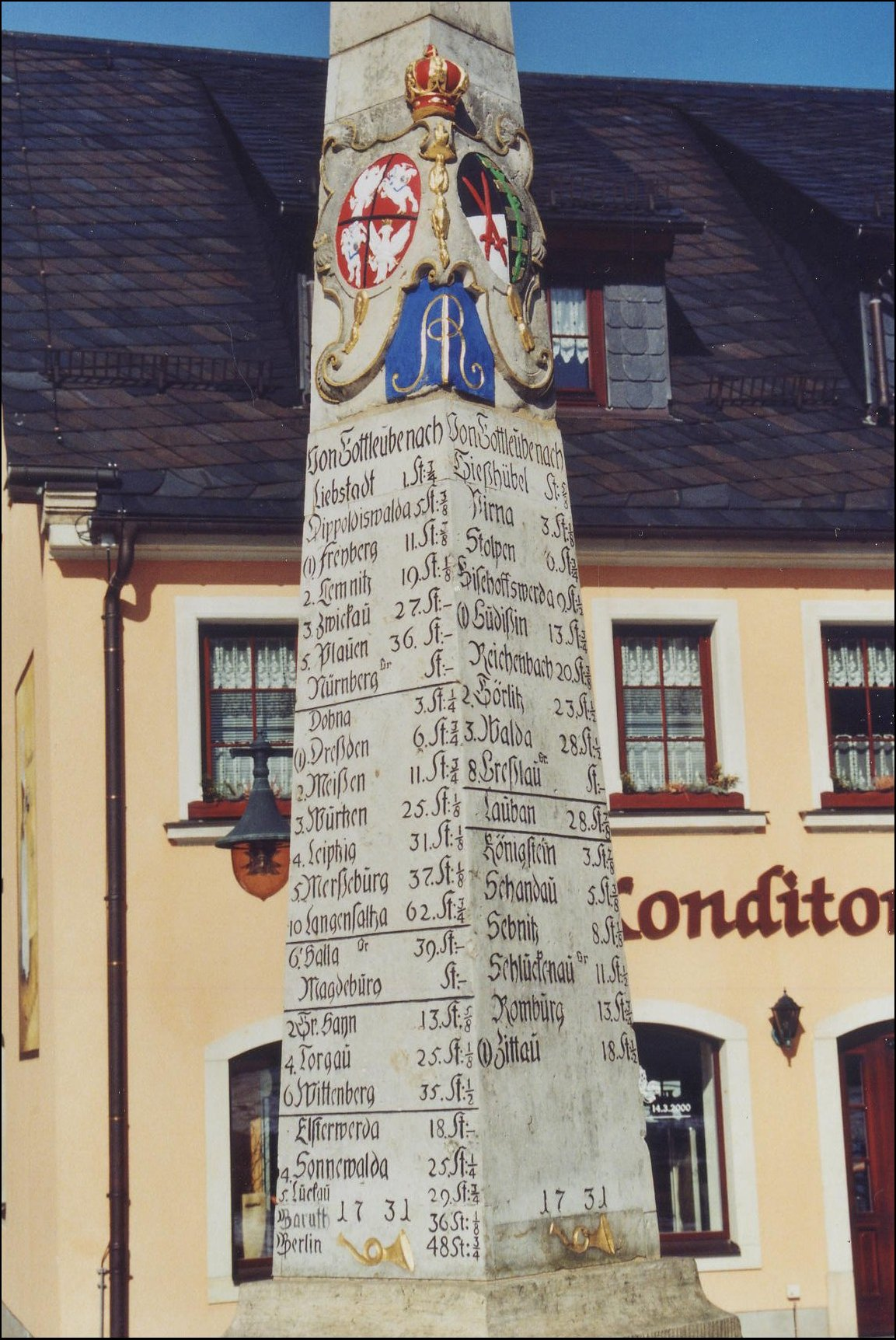
Distanzsäule Bad Gottleuba

Die denkmalgeschützte kursächsische Distanzsäule Bad Gottleuba gehört zu den Postmeilensäulen, die im Auftrag des Kurfürsten Friedrich August I. von Sachsen durch den Land- und Grenzkommissar Adam Friedrich Zürner in der ersten Hälfte des 18. Jahrhunderts im Kurfürstentum Sachsen errichtet worden sind.
Sie befindet sich auf dem Marktplatz, genau vor der Hausnummer 13 (Gasthof Hillig), des Ortsteils Bad Gottleuba in der osterzgebirgischen Doppelstadt Bad Gottleuba-Berggießhübel im Landkreis Sächsische Schweiz-Osterzgebirge. 

## Geschichte
Die Distanzsäule wurde 1731 mit 65 Entfernungsangaben auf vier Seiten errichtet. Die Säule überstand den verheerenden Stadtbrand von 1865 und das Müglitzhochwasser 1927. Sie wurde 1877, 1935 und 1980/81 restauriert. 

## Aufbau
Die Distanzsäule besteht aus sieben Teilen. Sockel, Postament und Postamentbekrönung bilden den Unterbau. Der Oberbau besteht aus Zwischenplatte, Schaft, Wappenstück und Aufsatz.